# کبوتر رنگ‌پریده
کبوتر رنگ‌پریده (نام علمی: Leptotila pallida) نام یک گونه از تیره کبوتر است.